# Francisco Leal Buitrago
Francisco Leal Buitrago (Bogotá, 1939 - Bogotá, 6 de septiembre de 2024) fue un sociólogo, académico y docente colombiano. 

## Biografía
Nació en Bogotá. Estudió sociología en la Universidad Nacional de Colombia, Magíster de la misma universidad y Ph.D. de la Universidad de Wisconsin en Estados Unidos. Fue profesor de las universidades Nacional de Colombia y de la Universidad de Los Andes.

## Obras
- Estudio del comportamiento legislativo en Colombia (1973)
- Estado y política en Colombia (1984)
- Clientelismo: El sistema político y su expresión regional (1990) (Coautor con Andrés Davila)
- El oficio de la guerra. La seguridad nacional en Colombia (1994)
- La seguridad nacional a la deriva. Del Frente Nacional a la Posguerra Fría (2002)[3]